# Pugnale da trincea

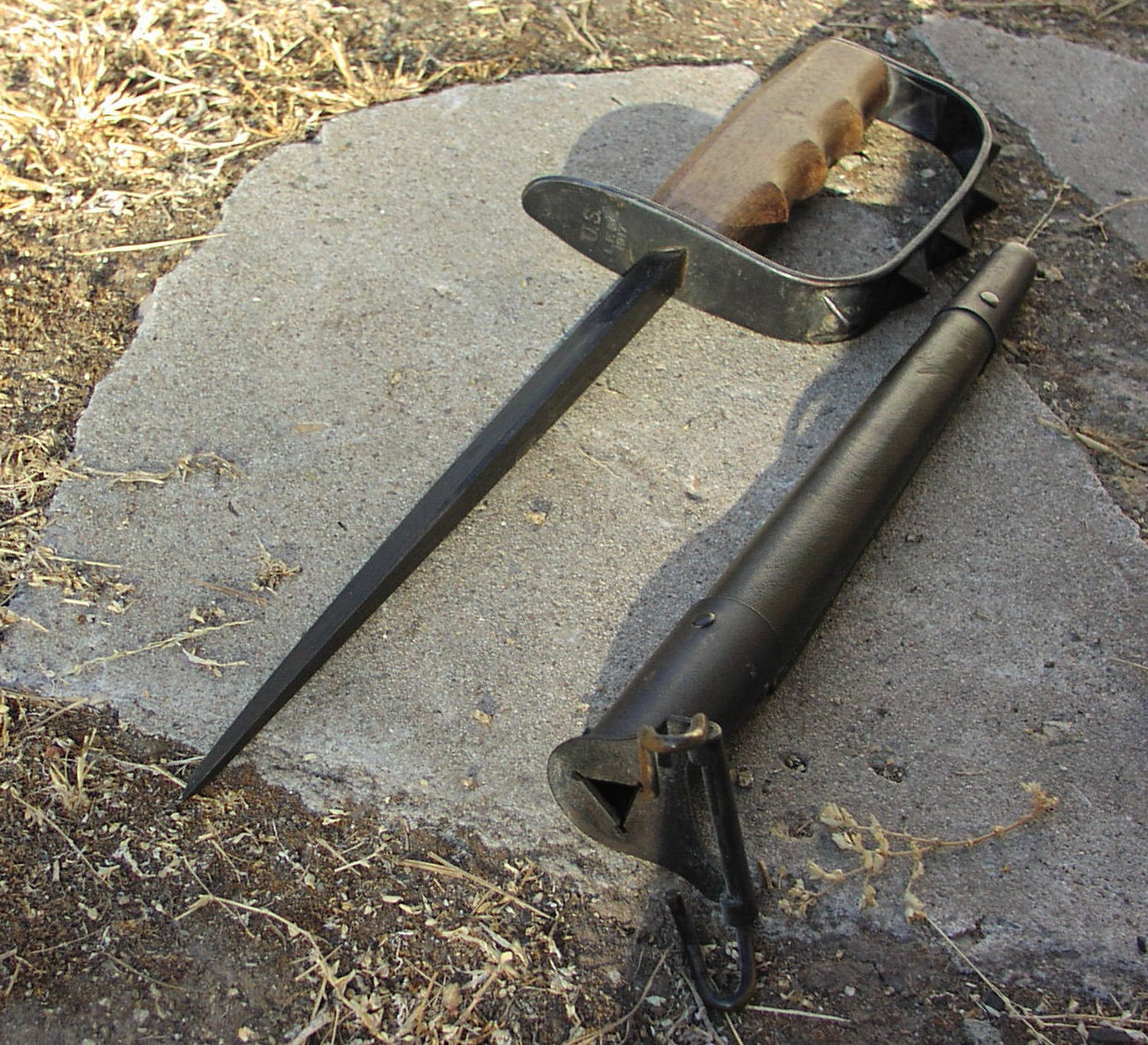
Un Coltello da trincea M1917 chiamato anche "Knuckle Duster", Grabendolch, internazionalmente (grabendolch è una parola tedesca che si è affermata in ambito internazionale per indicare questo pugnale della prima guerra mondiale), e la guaina in pelle risalenti alla prima guerra mondiale. Notare la lama triangolare con la faccia piatta rivolta in avanti che la rende adatta solo per pugnalare e non tagliare

Un pugnale da trincea è un'arma bianca da combattimento progettato per uccidere o ferire gravemente un soldato nemico in un combattimento ravvicinato o in uno scontro corpo a corpo, solitamente in una trincea o in un'altra area ristretta. Fu sviluppato in risposta alla necessità di un'arma da combattimento ravvicinato per i soldati che conducevano assalti e incursioni nelle trincee nemiche durante la prima guerra mondiale. Un esempio di coltello da trincea della prima guerra mondiale è il Nahkampfmesser dell'esercito tedesco.
Con lo scoppio della seconda guerra mondiale, il coltello da trincea, venne sostituito dal coltello da combattimento, si dimostrò così utile che gli eserciti continuarono a sviluppare di nuovi, con diversi disegni della lama. Dalle potenze dell'Asse, il Nahkampfmesser e i coltelli da esso derivati furono ampiamente diffusi nei soldati ordinari come coltelli da combattimento e utilizzati anche per altri scopi non bellici, mentre gli eserciti alleati generalmente limitavano il numero di coltelli da trincea a reparti d'elite della fanteria e alla fanteria che non erano equipaggiate con la baionetta.
Il punto di forza dei coltelli da trincea è la facilità d'utilizzo, un elemento fondamentale nel contesto in cui l'arma si è sviluppata.